# Сосін Іван Кузьмич
Сосін Іван Кузьмич (нар. 19 травня 1938, Кнасноградський район, Харківська область) — радянський і український психотерапевт, лікар-нарколог, доктор медичних наук (1988), професор (1989), відмінник охорони здоров'я, заслужений винахідник України (1998).

## Біографія, наукова діяльність
Народився 19 травня 1938 року в селі Октябрьське Красноградського району Харківської області.

### Освіта, початок трудової діяльності
Іван Кузьмич здобув вищу медичну освіту у Харківському медичному інституті (1958–1964 роки). Потім працював головним лікарем Одринської обласної психіатричної лікарні. З 1974 р. працював завідувачем організаційного відділу Харківського НДІ неврології та психіатрії ім. В.П. Протопопова. Вся його професійна і творча діяльність пов'язана з нейронауками: психіатрія, наркологія, медична психологія, психотерапія. У 1981 році організував та до сьогодні очолює першу в країні кафедру наркології Харківської медичної академії післядипломної освіти Міністерства охорони здоров'я України. Вважається засновником української наркологічної школи.

### Наукова діяльність
Іван Сосін у 1988 році захистив докторську дисертацію на тему: «Немедикаментозні методи лікування в наркології», заснувавши новий науковий напрям. Станом на 2015 рік автор понад 800 друкованих наукових праць, зокрема 17 монографій, 95 авторських свідоцтв на винаходи, корисних моделей, патентів. Підготував 30 кандидатів, докторів, магістрів медичних і психологічних наук.
Неодноразово брав участь в міжнародних конгресах і симпозіумах, представляючи українську науку. Має багаторічний досвід управлінської діяльності в сфері організації охорони здоров'я і системі вищої освіти. Працював завідувачем Харківського обласного відділу охорони здоров’я (1978–1981), головним лікарем Харківської обласної психіатричної лікарні №3, головним лікарем Харківської міської клінічної психіатричної лікарні, керівником науково-організаційного відділу Інституту неврології, психіатрії та наркології НАМН України, керівником охорони здоров'я обласного рівня, проректором з навчальної роботи Українського інституту удосконалення лікарів.
У 2000 р. за його ініціативою та безпосередньою участю створена Українська наркологічна асоціація.
Член спеціалізованої вченої ради із захисту докторських дисертацій при Інституті неврології, психіатрії та наркології НАМНУ та Українському інституті соціальної і судової психіатрії та наркології МОЗУ.
Входив до персональнального складу мультидисциплінарної робочої групи з розробки медичних стандартів (уніфікованих клінічних протоколів) медичної допомоги на засадах доказової медицини у 2015-2016 роках за темою «Психічні та поведінкові розлади внаслідок вживання опіоїдів».

## Нагороди та визнання
- Двічі лауреат наукової премії імені академіка Академії наук УРСР В. П. Протопопова, за наукові досягнення нагороджений срібною медаллю Виставки досягнень народного господарства СРСР,
- медаль «За доблесну працю»,  грамоти, подяки на регіональному та державному рівнях.[2][3] У 2010 році за рейтинговою квантифікаційною оцінкою біографія Івана Кузьмича Сосіна була представлена у виданні «Видатні вихованці харківської вищої медичної школи».[1]